# لويس فلوريس
لويس فلوريس (بالإسبانية: Luis Enrique Flores)‏ (مواليد 18 يوليو 1961) هو لاعب كرة قدم. يلعب مع منتخب المكسيك لكرة القدم. سبق له أن لعب في كأس العالم لكرة القدم مع منتخب بلاده.

## مسيرته الكروية
لعب لويس فلوريس خلال مسيرته الاحترافية مع 6 أندية في ستة عشر موسمًا وسجل خلالها 134 هدف ضمن 364 مباراة. ولم يفز بأي موسم بالكأس وفاز في موسم واحد بالدوري.
خاض لويس فلوريس مسيرته مع نادي أونيفرسيداد ناسيونال في موسم 1979–80 في المرة الأولى ليلعب معه سبعة مواسم ثم في موسم 1987–88 لمدة موسم واحد، مشاركًا طوالها في 192 مباراة سجل خلالها 86 هدفًا. ثم انتقل إلى نادي ريال سبورتينغ خيخون في موسم 1986–87 لمدة موسم واحد، حيث شارك في 32 مباراة سجل خلالها 10 أهداف. لينتقل بعدها إلى نادي فالنسيا في موسم 1988–89 لمدة موسم واحد، مشاركًا في 36 مباراة سجل خلالها 6 أهداف. ثم انتقل إلى نادي كروز آزول في موسم 1989–90 ولمدة موسمين، مشاركًا في 50 مباراة سجل خلالها 20 هدف. هذا وانتقل لاحقًا إلى نادي أطلس في موسم 1991–92 ولمدة موسمين، مشاركًا في 47 مباراة سجل خلالها 12 هدفًا. ثم انتقل بعدها إلى نادي غوادالاخارا في موسم 1993–94 ولمدة موسمين، مشاركًا في 7 مباريات ولم يسجل أي هدف.

## روابط خارجية
- لويس فلوريس على موقع الاتحاد الدولي (مؤرشف)  (الإنجليزية)
- لويس فلوريس على موقع قاعدة بيانات كرة القدم.إي يو (الإنجليزية)
- لويس فلوريس على موقع ناشيونال فوتبول تيمز (الإنجليزية)
- لويس فلوريس على موقع Soccerway.com (الإنجليزية)